# Exessiv
Exessiv je mluvnický pád, který označuje změnu stavu z něčeho na něco. Vyskytuje se v baltofinských jazycích, např. v estonštině, votštině, jihovýchodních a savoských dialektech finštiny.
Ve finských dialektech se exessiv tvoří pomocí koncovky -nta/-ntä.
takanta – zpoza (něčeho), standardní finštinou takaa
V estonštině pomocí koncovky -nt:
tagant – zpoza (něčeho).